# العلاقات الأوزبكستانية الجامايكية
العلاقات الأوزبكستانية الجامايكية هي العلاقات الثنائية التي تجمع بين أوزبكستان وجامايكا.

## مقارنة بين البلدين
هذه مقارنة عامة ومرجعية للدولتين:
| وجه المقارنة                                              | أوزبكستان       | جامايكا       |
| --------------------------------------------------------- | --------------- | ------------- |
| المساحة (كم2)                                             | 448.98 ألف      | 10.99 ألف     |
| عدد السكان (نسمة)                                         | 32.39 مليون     | 2.95 مليون    |
| الكثافة السكانية (ن./كم²)                                 | 72.14           | 268.43        |
| العاصمة                                                   | طشقند           | كينغستون      |
| اللغة الرسمية                                             | اللغة الأوزبكية | لغة إنجليزية  |
| العملة                                                    | سوم أوزبكستاني  | دولار جامايكي |
| الناتج المحلي الإجمالي (بليون دولار)                      | 48.72 مليار     | 14.77 مليار   |
| الناتج المحلي الإجمالي (تعادل القوة الشرائية) بليون دولار | 190.50 مليار    | 24.79 مليار   |
| الناتج المحلي الإجمالي الاسمي للفرد دولار أمريكي          | 2.13 ألف        | 5.23 ألف      |
| الناتج المحلي الإجمالي للفرد دولار أمريكي                 | 5.57 ألف        | 8.88 ألف      |
| مؤشر التنمية البشرية                                      | 0.675           | 0.719         |
| رمز المكالمات الدولي                                      | +998            | +1876         |
| رمز الإنترنت                                              | .uz             | .jm           |
| المنطقة الزمنية                                           | ت ع م+05:00     | 00            |

## منظمات دولية مشتركة
يشترك البلدان في عضوية مجموعة من المنظمات الدولية، منها:
| علم المنظمة | اسم المنظمة                               | تاريخ انضمام أوزبكستان | تاريخ انضمام جامايكا |
| ----------- | ----------------------------------------- | ---------------------- | -------------------- |
|             | يونسكو                                    | 26 أكتوبر 1993         | 7 نوفمبر 1962        |
|             | وكالة ضمان الاستثمار متعدد الأطراف        | 4 نوفمبر 1993          | 12 أبريل 1988        |
|             | الأمم المتحدة                             | 2 مارس 1992            | 18 سبتمبر 1962       |
|             | الاتحاد البريدي العالمي                   | ?                      | ?                    |
|             | البنك الدولي للإنشاء والتعمير             | 21 سبتمبر 1992         | 21 فبراير 1963       |
|             | الاتحاد الدولي للاتصالات                  | 10 يوليو 1992          | 18 فبراير 1963       |
|             | منظمة حظر الأسلحة الكيميائية              | ?                      | ?                    |
|             | مؤسسة التمويل الدولية                     | 30 سبتمبر 1993         | 31 مارس 1964         |
|             | المركز الدولي لتسوية المنازعات الاستشارية | 25 أغسطس 1995          | 14 أكتوبر 1966       |
|             | منظمة الشرطة الجنائية الدولية             | ?                      | ?                    |

## وصلات خارجية
- موقع وزارة الخارجية الأوزبكستانية
- موقع وزارة الخارجية الجامايكية